# Freunde – Das Leben beginnt
Freunde – Das Leben beginnt bzw. später Freunde – Das Leben geht weiter war eine Serie, die von 2003 bis 2006 auf ProSieben lief. Dabei filmten sich Schauspieler gegenseitig. Alle Gespräche und Reaktionen waren improvisiert, nur jeweils die Situation war vorgegeben. Die Schauspieler waren gecastete Jugendliche aus dem Raum München.

## Entstehung
Im Jahr 2003 produzierte Tresor TV eine Pseudo-Doku, die sich um Schüler drehte die in der Abitur-Vorbereitung steckten. Somit entstand die Serie Abschlussklasse 2003. Aufgrund guter Quoten entstanden folgende Ableger:
- 1. Staffel „Freunde – Das Leben beginnt“ (2003–2004)
- 2. Staffel „Freunde – Das Leben geht weiter“ (2004–2005)
- 3. Staffel „Freunde – Das Leben geht weiter“ (2005–2006)

Der Titelsong der 1. Staffel stammt von The Rasmus – First Day of My Life.

Der Titelsong der 2. Staffel stammt von Ben – Freunde fürs Leben.

Der Titelsong der 3. Staffel stammt von Lukas Hilbert – Du bist ich.

## Absetzung
Da die dritte Staffel einen neuen Sendeplatz bekam und einige Schauspieler die Serie verließen, wurde schließlich am 17. Februar 2006 auch aufgrund niedriger Einschaltquoten die letzte Folge von Freunde gesendet. Freunde – das Leben geht weiter wurde zwischen 2006 und 2008 zusammen mit Die Abschlussklasse auf VIVA wiederholt.